# Langmühle
Langmühle ist ein Ortsbezirk der Ortsgemeinde Lemberg im rheinland-pfälzischen Landkreis Südwestpfalz.

## Geographische Lage
Langmühle liegt etwa 2 km südöstlich des Kernorts im nordwestlichen Wasgau, wie der Südteil des Pfälzerwalds genannt wird. Mitten durch den Ort fließt der Buchbach, der Hauptquellfluss des 17 km langen Salzbachs.

## Geschichte
Langmühle gehörte auch historisch zu Lemberg, das im gleichnamigen Amt Lemberg und dort in der Amtsschultheißerei Lemberg lag. Das Amt – und damit auch Langmühle – gehörten zunächst zur Grafschaft Zweibrücken-Bitsch, ab 1570 zur Grafschaft Hanau-Lichtenberg, ab 1736 zur Landgrafschaft Hessen-Darmstadt, ab 1794 zu Frankreich, ab 1816 zu Bayern (Rheinkreis) und ab 1946 zu Rheinland-Pfalz (Einzelheiten siehe hier).

## Politik
Der Ortsteil Langmühle ist einer von vier Ortsbezirken der Gemeinde Lemberg und verfügt über einen eigenen Ortsbeirat sowie einen Ortsvorsteher.
Der Ortsbeirat besteht aus fünf Mitgliedern, die bei der Kommunalwahl am 9. Juni 2024 in einer Mehrheitswahl gewählt wurden, und dem ehrenamtlichen Ortsvorsteher als Vorsitzendem.
Albert Lipps (SPD) wurde am 15. August 2024 Ortsvorsteher von Langmühle. Bei der Direktwahl am 9. Juni 2024 war er als einziger Bewerber mit einem Stimmenanteil von 84,47 % für fünf Jahre gewählt worden. Sein Vorgänger Uwe Gebhard (SPD) hatte das Amt 1999 übernommen und war nach vier Wiederwahlen und 25-jähriger Amtszeit bei der Wahl 2024 nicht erneut als Ortsvorsteherkandidat angetreten.

## Infrastruktur
Es befinden sich einige Gaststätten sowie ein Hotel in der Ortschaft.

## Kultur
Als Kulturdenkmäler sind vor Ort ausgewiesen:
- Ein Krüppelwalmdachbau aus dem Jahr 1770, der in der Mühlstraße steht.
- Das Forsthaus, ein Dreiseithof, in „schlichtem Heimatstil“ aus Bruchsteinen erbaut, ca. 1920.